# Чернобаевский район
Черноба́евский райо́н (укр. Чорнобаївський район) — упразднённая административная единица на востоке Черкасской области Украины. Административный центр — посёлок городского типа Чернобай.

## География
Площадь — 1554 км².

## История
- 12 ноября 1959 года к Чернобаевскому району была присоединена часть территории упразднённого Ирклеевского района[3].
- 17 июля 2020 года в результате административно-территориальной реформы вошёл в состав Золотоношского района[2].

## Демография
Население района составляет 50 тысяч человек (данные 2005 г.), в том числе в городских условиях проживают около 8 тысяч.
Всего насчитывается 53 населённых пункта:
Пгт Чернобай;
Сёла: Бакаево, Баталий, Богодуховка, Васютинцы, Великая Буромка, Великие Каневцы, Веремиевка, Весёлый Подол, Весёлый Хутор, Воронинцы, Головатовка, Григоровка, Жовнино, Загородище, Ирклиев, Клещинцы, Коврай, Коминтерн, Красеновка, Крестителево, Крутьки, Ленинское, Лихолеты, Лукашовка, Лящовка, Малая Буромка, Малые Каневцы, Марьяновка, Мельники, Михайловка, Москаленки, Мохнач, Нове Життя, Новоселица, Новоукраинка, Першотравневое, Приднепровское, Ревбинцы, Савковка, Скородистик, Старый Коврай, Старый Мохнач, Тарасовка, Тимченки, Франковка, Червоногорка, Червонохижинцы, Чеховка.
Посёлки: Вишневка, Жовтневое, Жовтневый Проминь, Ивановка.

## Известные уроженцы
- Андрющенко, Михаил Фёдорович (1901—1956) — советский военный деятель, генерал-майор (1943 год).
- Герасименко, Василий Филиппович (1900—1961) — советский военачальник, в годы Великой Отечественной войны командующий армиями, генерал-лейтенант.
- Поддубный, Иван Максимович (1871—1949) — российский и советский профессиональный борец, атлет и артист цирка, происходящий из рода запорожских казаков.